# Pfaffing (Gemeinde Munderfing)
Pfaffing ist eine Rotte der Gemeinde Munderfing in Oberösterreich (Bezirk Braunau am Inn). Die Ortschaft hat 77 Einwohner (Stand 1. Jänner 2024).

## Geographie
Pfaffing liegt im Nordwesten der Gemeinde Munderfing bzw. im Westen der gleichnamigen Katastralgemeinde. Vom Zentrum der Gemeinde erreicht man die Ortschaft über die nach Westen führende Schulstraße und die Siedlung Haidberg. Die Ortschaft besteht im Wesentlichen aus einer Gruppe von Bauernhöfen im Westen und einer Einfamilienhaussiedlung im Osten. Dazwischen liegt eine Gärtnerei (Bachleitner). Benachbarte Ortschaften sind Pfaffstätt im Norden, Erlach im Nordwesten (beide Gemeinde Pfaffstätt), Hochhalting im Süden (Gemeinde Jeging) und Haidberg im Osten.
Für Pfaffing wurden 2001 insgesamt 27 Gebäude gezählt, wobei 16 Gebäude über einen Hauptwohnsitz verfügten und 19 Wohnungen bzw. 17 Haushalte bestanden. Zudem gab es vier land- und forstwirtschaftliche Betriebsstätten sowie eine Arbeitsstätte.

## Geschichte und Bevölkerung
Der Ortsname Pfaffing, erstmals 1532 als Pfäffing urkundlich erwähnt, leitet sich von den Pfaffen ab. Es handelt sich daher um einen ehemals geistlichen Besitz. Die Ortschaft bestand ursprünglich aus wenigen Bauernhöfen, zu denen das Klampfergut, das Edergut und das Pfaffinger- oder Franzlbauergut sowie die Pointschneidersölden und die Pfaffingermühle gehörten. In Pfaffing lebten 1869 40 Menschen in acht Häusern. Bis zum Jahr 1910 sank die Einwohnerzahl leicht, wobei in diesem Jahr 32 Einwohner in neun Häuser gezählt wurden. Alle Einwohner der Ortschaft waren hierbei katholischen Glaubens.